# NGC 2938
NGC 2938 је спирална галаксија у сазвежђу Змај која се налази на NGC листи објеката дубоког неба.
Деклинација објекта је + 76° 19' 9" а ректасцензија 9h 38m 24,7s. Привидна величина (магнитуда) објекта NGC 2938 износи 13,5 а фотографска магнитуда 14,2. NGC 2938 је још познат и под ознакама UGC 5115, MCG 13-7-32, CGCG 350-27, PGC 27473.